# Tence
Tence (okcitansko Tença) je naselje in občina v jugovzhodnem francoskem departmaju Haute-Loire regije Auvergne. Leta 2012 je naselje imelo 3.158 prebivalcev.

## Geografija
Kraj leži v pokrajini Velay ob reki Lignon du Velay in njenem desnem pritoku Sérigoule, 46 km vzhodno od Le Puy-en-Velaya.

## Uprava
Tence je sedež leta 2014 ustanovljenega kantona Boutières, v katerega so poleg njegove vključene še občine Chenereilles, Dunières, Le Mas-de-Tence, Montfaucon-en-Velay, Montregard, Raucoules, Riotord, Saint-Bonnet-le-Froid, Saint-Jeures, Saint-Julien-Molhesabate, Saint-Romain-Lachalm z 12.959 prebivalci (v letu 2012).
Kanton Boutières je sestavni del okrožja Yssingeaux.

## Pobratena mesta
- Garrucha (Andaluzija, Španija);